# Alto de Vega Cercada
Alto de Vega Cercada är en ort i Mexiko.   Den ligger i kommunen Pánuco och delstaten Veracruz, i den östra delen av landet, 300 km norr om huvudstaden Mexico City. Alto de Vega Cercada ligger 23 meter över havet och antalet invånare är 157.
Terrängen runt Alto de Vega Cercada är mycket platt. Runt Alto de Vega Cercada är det ganska glesbefolkat, med 32 invånare per kvadratkilometer. Närmaste större samhälle är Pánuco, 14,6 km öster om Alto de Vega Cercada. Trakten runt Alto de Vega Cercada består till största delen av jordbruksmark.